# Парасферихты
Парасфери́хты  (лат. Parasphaerichthys) — род лабиринтовых рыб из семейства макроподовых (Osphronemidae). Включает 2 вида, распространённых в Мьянме.

## Ареал
Ложный шоколадный гурами обитает в Южной Мьянме. Глазчатый парасферихт  обитает в Северной Мьянме. В природе держатся в прудах и канавах под защитой свесившейся с берегов в воду растительности, а также в медленно текущих ручьях, заросших растениями.

## Внешний вид
Парасферихты — маленькие рыбки. Ложный шоколадный гурами достигает размера 1,9 см. Тело шоколадно-коричневого до слабого красно-коричневого цвета, отчасти немного отливает зеленоватым цветом. Чешуя с темной каймой. Все тело пересекают несколько светло-желтых до белого цвета поперечных полос. Анальный плавник с узкой желтой каймой. Размер глазчатого парасферихта — до 5 см. Основной цвет тела желтый с кофейными разводами по телу.

## Содержание
Глазчатому парасферихту требуется более тёплая вода, но он менее требователен к параметрам воды. Парасферихты мирные рыбки, им требуются густые заросли и пространства открытой воды.